# Esteban José Martínez Fernández y Martínez de la Sierra
Esteban José Martínez Fernández y Martínez de la Sierra (Siviglia, 1742 – 1798) è stato un navigatore ed esploratore spagnolo.

Fu una figura chiave nell'esplorazione spagnola del Pacifico nordoccidentale. Nel 1774 era il secondo in comando della fregata spagnola Santiago, guidata da Juan José Pérez Hernández, durante la prima spedizione europea ad entrare in contatto con gli Haida delle isole Regina Carlotta. Nel 1789 Martínez comandò una spedizione che costruì un forte presso la Baia di Nootka, abbandonando la regione l'anno successivo a causa degli scontri con la popolazione locale.